# Élections municipales de 2001 à Los Angeles
Les élections municipales de 2001 à Los Angeles se sont tenues le 10 avril 2001 (primaire) et le 5 juin 2001 (générale) afin d'élire le maire de la ville. Le maire sortant, Richard Riordan ne peut se représenter. Effectivement, la loi lui interdit de se représenter après 2 mandats. 
Les démocrates prennent la mairie avec James Hahn.